# Ilgatrakio miškas
Ilgatrakio miškas este o arie protejată (sit de importanță comunitară — SCI) din Lituania întinsă pe o suprafață de 186 ha, integral pe uscat.

## Localizare
Centrul sitului Ilgatrakio miškas este situat la coordonatele 55°20′02″N 24°11′41″E / 55.3339°N 24.1947°E.

## Înființare
Situl Ilgatrakio miškas a fost declarat sit de importanță comunitară în martie 2009 pentru a proteja un număr necunoscut de specii din flora spontană și fauna sălbatică aflate în arealul zonei.

## Biodiversitate
Situată în ecoregiunea boreală, aria protejată conține 4 habitate naturale: Păduri caducifoliate bătrâne naturale hemiboreale fino-scandinave (Quercus, Tilia, Acer, Fraxinus sau Ulmus) bogate în specii epifite, Pășuni din zone de pădure fino-scandinave, Păduri caducifoliate de mlaștină fino-scandinave, Păduri aluvionare cu Alnus glutinosa și Fraxinus excelsior (Alno-Padion, Alnion incanae, Salicion albae).
La baza desemnării sitului se află un număr nedeclarat de specii protejate.